# 岸本華和
岸本 華和（きしもと はるな、1997年1月26日 - ）は、日本の女優（元・子役）である。
大阪府出身。株式会社舞夢プロ大阪本社所属。愛称ははるごん。

## 人物
- 趣味はギター、読書、マインスイーパ。
- 特技は歌、ダンス、陸上、エレクトーン
- けん玉検定7級[2]。

⾝⻑は154cm、体重は44kg。スリーサイズはB80cm、W60cm、H61cm。靴のサイズは23.5cm。

## 来歴
2012年6月、神崎紗衣、西永京子、角野有果里と共にダンス好きの4人でユニット「まいむろいど」を結成し、2014年3月まで活動した。
2013年、スニーカーエイジ出演者によるロックバンド「LUCK」を結成し、ギターとコーラスを担当している。

## 出演

### テレビドラマ
- Y・O・U やまびこ音楽同好会（2013年11月30日、関西テレビ）香川恵子 役[5]
- 連続テレビ小説（NHK）
  - べっぴんさん（2016年） - 麗子の友人 役
  - まんぷく 第37回（2018年11月12日） - 居酒屋・給仕の娘 役[6]
  - ブギウギ 第52回（2023年12月12日） - チセの母親 役[7]
- 大阪環状線 ひと駅ごとの愛物語 Part2 Station3 桜ノ宮駅「黄昏プールサイド」（2017年2月1日、関西テレビ） - 友人 役
- 贋作 男はつらいよ（2020年1月5日 - 1月26日、NHK BSプレミアム） - 佳代 役

### 配信ドラマ
- 少女探偵あやか パズルマニア密室殺人事件（2013年、YouTube/iOSアプリ） - 主演・四天王寺あやか 役

事件編はYouTubeおよびiOSアプリで配信、解決編はiOSアプリのみで配信。
撮影は2007年。

### 映画
- 無限の住人（2017年4月29日、ワーナー・ブラザース映画） - 茶屋の娘 役
- 36.8℃ サンジュウロクドハチブ（2018年7月7日公開、映画24区） - 中林美果 役
- パンク侍、斬られて候（2018年6月30日、エイベックス通信放送） - 女中 役
- 煙とウララ（2022年9月22日、JiGiY-works） - 主演・ウララ 役

### オリジナルビデオ
- 超人アマノンガー（2008年） - 笹野恵[8] 役

### 舞台
- 創叡オリジナルミュージカル 「学園大活劇！ ハイスクール☆キングダム」
- A.I.FILMs Presents「石田アキラ版 西遊記〜冒険!冒険!また冒険!〜」[9]（2013年3月29日-31日） - 悟空の分身 役

### テレビ
- 堺日和「堺市立日高少年自然の家」 (2006年10月20日、関西テレビ）
- ダンス＆ファッション トレンド（2007年3月25日、サンテレビ）
- 堺日和「ハーベストの丘」（2007年4月27日、関西テレビ）
- なんでも情報局（2008年3月4日、関西テレビ）
- わたしが子どもだったころ 女優・藤原紀香（2009年1月21日、NHK BShi）
- 花影忍法帳コミ☆トレ [10]（2009年4月-2011年3月、NHK教育）みくり 役
- ビーバップ!ハイヒール　（2012年3月8日 - 、朝日放送）

### CM
- みさき公園（2005年）
- 神戸市立王子動物園（2006年）
- オリオン　「しずくちゃんうるうるラムネ」（2006年）
- 任天堂　ポケットモンスター ダイヤモンド・パール（2006年）
- USJ　ウォーター・パレード(2007年)
- マイカル桑名 (2008年)
- 椿本産業 (2008年)